# 藤川勇造
藤川 勇造（ふじかわ ゆうぞう、1883年（明治16年）10月31日 - 1935年（昭和10年）6月15日）は、大正時代から昭和初期に活躍した彫刻家である。妻は洋画家の藤川栄子。

## 経歴・人物
香川県高松市の江戸時代に活躍した玉楮象谷を大伯父に持つ漆芸の一家に生まれる。香川県立高松工芸高等学校漆工科（1899年（明治32年）に木彫科に転身）卒業後上京し、東京美術学校（現在の東京芸術大学美術学部）に入学し彫刻を学んだ。卒業後の1909年（明治42年）に留学のためフランスへ渡り、アカデミー・ジュリアンでジャン＝ポール・ローランスに師事し、彫刻を学ぶ。これによって1912年に当時同学校に勤めていたオーギュスト・ロダンの晩年の助手となった。
しかし、父親の病気により1916年（大正5年）に帰国し、3年後の1919年（大正8年）に二科会の彫刻部創設に携わり、同時に同会の会員となった。後に多くの自然主義的な概念を持った彫刻作品を制作し、菊池一雄、堀内正和等の著名な彫刻家を輩出した。1929年（昭和4年）には著名な彫刻を育てた番衆技塾を創設する等、一躍名を馳せた。
1935年（昭和10年）には帝国美術院の改革が進む中、官選という形で美術院の会員に選出される。このことで二科会を脱会した。二科会は創立以来の労を認め名誉会員とした。
その直後に日本脳炎に罹患、帝国大学島園内科に入院したが、同年6月15日に死去した。

## 主な作品

### 代表的な作品
- 『ブロンド』‐ 1913年（大正2年）製作。東京国立近代美術館所蔵。
- 『シュザンヌ』‐ 1909年（明治42年）東京国立博物館所蔵。

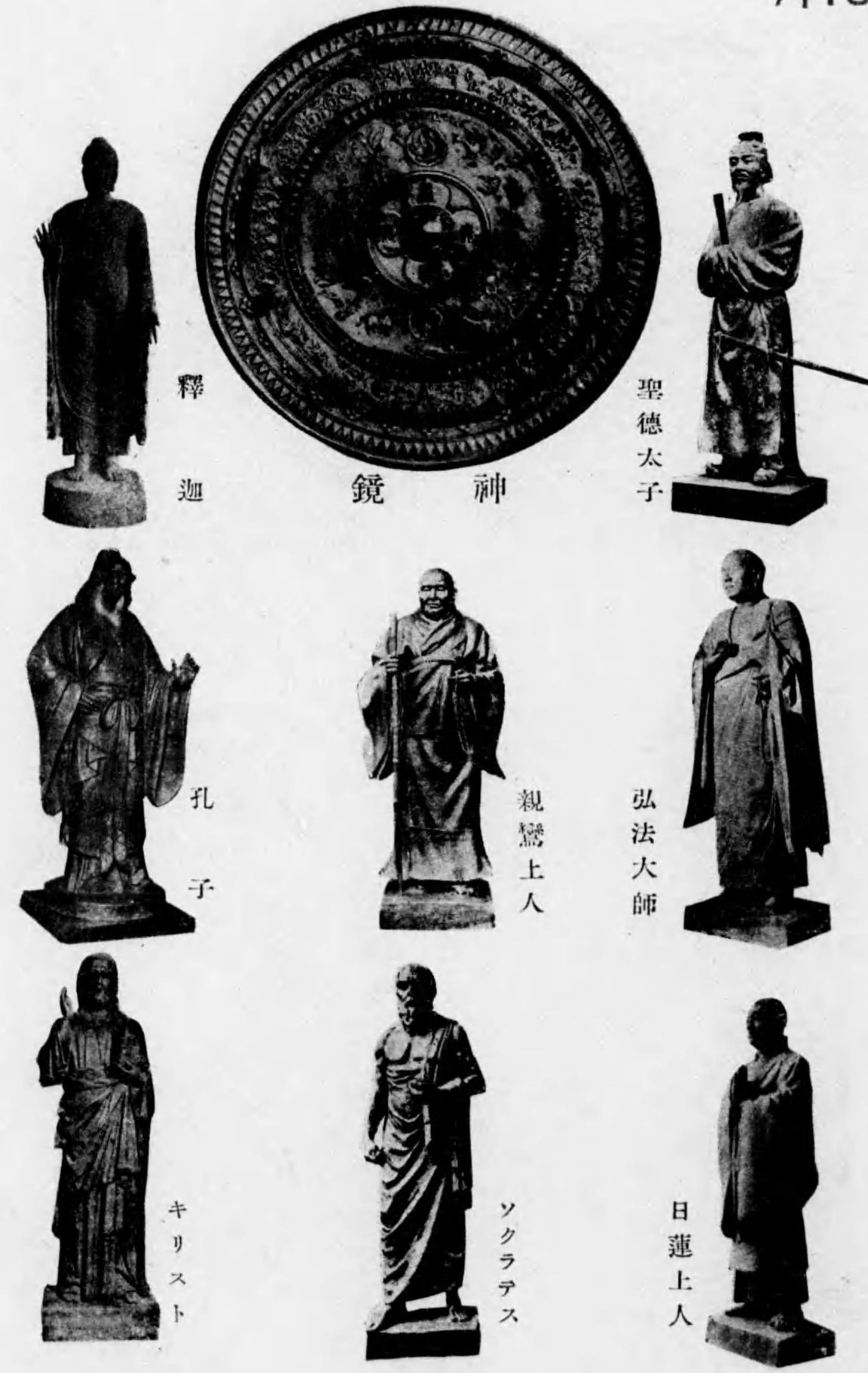
神奈川県横浜市・八聖殿（現・横浜市八聖殿郷土資料館）に安置される8体の像と神鏡。キリスト銅像（清水多嘉示作)、ソクラテス青銅像（藤川勇造作)、孔子銅像（北村西望作)、釈迦木像（田島亀彦作)、聖徳太子白銅像（朝倉文夫作）、弘法大師木像（長谷川枡蔵作)、親鸞銅像（長谷秀雄作)、日蓮銅像（日名子実三作）

### その他の作品
- 『ミスター・ボース』
- 『兎』‐ 1916年（大正5年）制作。東京国立近代美術館所蔵。
- 『インドの男』
- 『裸』
- 『飛翔』‐そごう大阪店の御堂筋側の壁面にシンボルモニュメントとして設置されていた。現在は、同店閉店後に建て替えられた心斎橋PARCO（旧そごう心斎橋本店）14階の屋上入口の壁面に設置されている。